# Campagna di Ludovico II contro Bari (866-871)
La campagna di Ludovico II contro Bari dall'866 all'871 si concluse con la caduta dell'Emirato di Bari. L'imperatore carolingio Ludovico II era alleato fin dall'inizio con i Longobardi dell'Italia Meridionale, mentre un tentativo di azione congiunta con l'Impero bizantino fallì nell'869. Nel corso dell'assedio della città di Bari dell'871, Ludovico fu assistito da una flotta slava che attraversò l'Adriatico.
La città cadde e l'emiro fu preso prigioniero, segnando la fine dell'emirato, ma i Saraceni rimasero in possesso di Taranto per qualche tempo ancora. Lo stesso Ludovico fu tradito dai suoi alleati longobardi sei mesi dopo la vittoria e dovette lasciare l'Italia Meridionale.

## Le operazioni militari dell'866–867
Nell'848-849 Ludovico II fu spedito dal padre, Lotario I, in Italia Meridionale per respingere le incursioni saracene e passare al contrattacco. Tentò invano più volte di prendere Bari, prima nell'852, e ancora nell'855 e 857. Nell'865 cominciò a pianificare una campagna militare volta a espellere definitivamente i Saraceni dall'Italia Meridionale. Nello stesso anno emanò un capitolare nell'Italia Settentrionale con il quale indiceva una chiamata alle armi convocando i soldati reclutati a Lucera per la primavera dell'866. Il capitolare, oltre a indire una chiamata alle armi, ordinò inoltre la costruzione di castelli (castella) con palizzate, opere esterne, fossati e bastioni. Si trattava di luoghi dove la popolazione avrebbe potuto trovare riparo e si sperava probabilmente che avrebbero scoraggiato le incursioni.
Nessuna fonte descrive la campagna, se mai ci fu, intrapresa dall'esercito che fu radunato a Lucera. Nel giugno 866, Ludovico II depose il vescovo e conte di Capua, Landolfo II, e impose alla città il proprio rappresentante, il duca Lamberto I di Spoleto. Tale azione probabilmente richiese il ricorso all'esercito, ma nei sei mesi successivi Ludovico visitò pacificamente i principati longobardi della Langobardia Minor, assicurandosi la loro lealtà prima della prossima mossa contro Bari. Secondo Erchemperto, testimone oculare, i principi di Benevento, Salerno e Capua esercitarono pressioni sull'imperatore affinché attaccasse Bari.
Dopo aver svernato a Benevento, nella primavera dell'867 Ludovico prese Matera e Oria, città poste tra Bari e Taranto. Con la presa di queste due città potrebbe aver tagliato o comunque reso più difficili le comunicazioni tra Bari e Taranto. La differenza nel trattamento riservato a Matera e Oria (la prima fu rasa al suolo a differenza della seconda) potrebbe essere dovuta alla posizione strategica di Matera (radendola al suolo si impediva al nemico di impadronirsene di nuovo), oppure all'atteggiamento collaborativo degli abitanti di Oria, che secondo il cronista dell'XI secolo Ahimaaz ben Paltiel sarebbe declinata sotto la dominazione saracena. Ludovico inoltre pose una guarnigione a Canosa, una città posta sulla frontiera tra il territorio longobardo e quello saraceno. È improbabile che Ludovico possa aver fatto uso dell'esercito adunato per l'866 nel corso della campagna del 867, dal momento che il capitolare aveva specificato un solo anno di servizio.

## Il fallito attacco congiunto dell'869
Nel marzo 868 Ludovico si trovava a Benevento. Secondo il Chronicon Salernitanum, scritto nel secolo successivo, richiese assistenza navale al nuovo imperatore bizantino, Basilio I. Nel corso delle negoziazioni, potrebbe essere stato proposto un matrimonio tra la figlia di Ludovico, Ermengarda, e il figlio primogenito di Basilio, Costantino. Secondo una più tarda fonte bizantina, il De administrando imperio, sarebbe stato Basilio a contattare per primo Ludovico. Rivendicava il possesso della città di Bari e aveva anche un interesse strategico nella sconfitta dell'emirato, che costituiva una minaccia per la Dalmazia bizantina sull'altra sponda del Mar Adriatico. Un attacco congiunto a Bari sembrerebbe essere stato pianificato nell'estate del 869.
Ludovico si trovava a Benevento, preparandosi per l'attacco, nel giugno 869. Secondo una fonte settentrionale, gli Annali di San Bertino, una flotta bizantina di 400 navi giunse al largo di Bari successivamente nello stesso anno. Altre fonti riportano un numero di navi molto minore. Si trattava probabilmente della stessa flotta che aveva appena liberato Ragusa dall'assedio saraceno (867), che potrebbe coincidere con quella che intervenne in soccorso di Siracusa minacciata dai Saraceni (868). Il comandante bizantino, Niceta Ooryphas, si aspettava che avrebbe preso in custodia la figlia di Ludovico, e salpò solo quando ne ricevette il rifiuto. In una successiva lettera a Basilio I, Ludovico II accusò Niceta di arroganza e di comportamento irrispettoso. Le ragioni esatte del fallimento dell'azione congiunta dell'869 sono sconosciute, ma probabilmente vi contribuirono incomprensioni reciproche. Secondo la versione dei fatti di Niceta, al suo arrivo aveva trovato le truppe di Ludovico in numero esiguo, indisciplinate e non in condizioni di combattere. Ludovico nella sua lettera si giustificò sostenendo che aveva in effetti già smobilitato il grosso delle sue truppe per l'inverno in quanto la flotta di Niceta era arrivata in un periodo troppo inoltrato dell'anno.

## Il vittorioso assedio dell'870-871
Nell'869, secondo gli Annali di San Bertino, in seguito alla partenza della flotta bizantina, l'emiro di Bari lanciò una incursione nel Gargano. Il santuario di San Michele Arcangelo fu saccheggiato. Per rappresaglia nell'870 Ludovico lanciò un'incursione in Puglia espugnando diverse città. In seguito a questa incursione vittoriosa, Ludovico assediò la stessa Bari, con un esercito costituito da Franchi e Longobardi. In suo appoggio intervenne con certezza una flotta croata  e forse una bizantina. La Cronaca di Salerno non menziona nessuna delle due, mentre il De Administrando Imperio menziona la partecipazione di una flotta bizantina. Non vi sono altre testimonianze di un coinvolgimento bizantino nella campagna dell'870–871. Due fonti bizantine, il De administrando Imperio e la Vita Basilii, menzionano la partecipazione all'assedio di un contingente slavo trasportato dalla flotta di Ragusa.
Secondo Andrea da Bergamo, le popolazioni della Calabria spedirono inviati a Ludovico nel corso dell'assedio, offrendogli lealtà e tributo in cambio della protezione contro i Saraceni. Ludovico spedì un distaccamento in Calabria, dove sconfisse un'armata saracena nei pressi di Amantea. Ciò provocò la reazione degli Aghlabidi di Sicilia che inviarono rinforzi a Bari, ma Ludovico li intercettò e li sconfisse. La città capitolò nel febbraio 871. L'emiro Sawdān fu condotto prigioniero a Benevento. Ludovico cominciò immediatamente i preparativi per l'assedio di Taranto. Affidò il governo di Bari a un gastaldo longobardo.

## Conseguenze
La lettera di Ludovico II a Basilio I fu redatta tra il febbraio e l'agosto 871, probabilmente con l'aiuto di Anastasio Bibliotecario. Riguarda soprattutto la difesa della legittimità dell'uso da parte di Ludovico del titolo di "Imperatore dei Romani", dal momento che la contesa sul titolo imperiale potrebbe aver contribuito al fallimento della cooperazione tra Franchi e Bizantini nell'869. Ludovico inoltre menzionò l'arrivo di rinforzi nemici dalla Sicilia e dall'Africa, sembrerebbe in reazione alla minaccia su Taranto, e accusò il duca Sergio II di Napoli di cospirazione con gli Aghlabidi. Queste truppe, tuttavia, non si mossero per riprendere Bari ma assediarono Salerno nel tentativo di consolidare le posizioni in Calabria e nelle parti della penisola italiana più prossime alla Sicilia.
Lo scontro tra Ludovico II e Sawdān non cessò con la caduta di Bari e la prigionia di quest'ultimo. Tutte le fonti riferiscono che l'emiro prigioniero fosse popolare a Benevento e ricevesse molte visite. La presenza prolungata di Ludovico a Benevento inoltre irritò i Longobardi, e il 13 agosto 871 l'imperatore carolingio fu arrestato con la moglie Engelberga e la figlia Ermengarda per ordine del principe Adelchi. Secondo la Cronaca di Salerno, il principe si era consultato con Sawdān prima di mettere in atto il piano. Gli Annali di San Bertino riportano che Ludovico avesse intenzione di esiliare Adelchi, e il De administrando Imperio aggiunge che questa fosse un'illazione messa in giro da Sawdān. Un poema coevo, Rythmus de captivitate Ludovici imperatoris, definisce l'emiro imprigionato un "istigatore" (kalidus ille temtator).
L'arresto sembrerebbe essere stato accompagnato da atti di violenza. Voci della presunta morte di Ludovico si diffusero a nord delle Alpi. Carlo il Calvo, re dei Franchi Occidentali, si stava preparando per rivendicare il possesso dell'Italia prima di apprendere della falsità della notizia. Ludovico fu liberato con la famiglia il 17 settembre dello stesso anno grazie all'intervento dell'arcivescovo locale, alla sola condizione di giurare che non avrebbe più fatto ritorno a Benevento. Sawdān rimase prigioniero dei Beneventani fino alla morte di Ludovico nell'875, allorquando fu liberato e si unì ai Saraceni di Taranto. Secondo il cronista coevo Giovanni Diacono, il duca Sergio II di Napoli e il principe Guaiferio di Salerno erano conniventi con Adelchi nell'imprigionamento di Ludovico. Le voci di un presunto coinvolgimento bizantino, tuttavia, parrebbero infondate. Anche il duca Lamberto di Spoleto aveva preso parte alla cospirazione, per cui Ludovico lo detronizzò insediando al suo posto come nuovo duca Suppone.
In seguito alla morte di Ludovico, i Bizantini occuparono Bari, istituendo il thema di Longobardia.